# Grolsch Oud Bruin
Grolsch Oud Bruin was een Nederlands tafelbier. Het bier kreeg zijn milde, zoete smaak door toevoeging van natuurlijke suikers.
Het bier werd gebrouwen door Grolsch in Enschede. Het is een donker bier met een alcoholpercentage van 2,5%. Grolsch Oud Bruin was verkrijgbaar in fles (30 cl).